# Quercus bella
Quercus bella es una especie del género Quercus dentro de la familia de las Fagaceae. Está clasificada en el subgénero Cyclobalanopsis; que son robles del este y sureste de Asia. Árboles que crecen hasta 10-40 m de altura. Ellos se diferencian del subgénero Quercus en que tienen bellotas con distintivas tazas teniendo crecientes anillos de escamas, tienen en común las densamente agrupadas bellotas, aunque esto no se aplica a todas las especies.

## Distribución y hábitat
Crece en las montañas y colinas de bosques húmedos, entre los 200 a 700 metros de China (Guangdong, Guangxi, Hainan).

## Descripción
Quercus bella es un árbol de hoja perenne que alcanza un tamaño de 30 m de altura. Las ramas están en ángulo, pubescentes y se convierten en glabras. Las hojas miden 8-15 x 2-3,5 cm, lanceoladas a oblongas elípticas, subcuriáceas, de color verde oscuro brillante por encima, glauca, a continuación sin pelo; cuneada la base, ligeramente oblicua, ápice acuminado, margen aserrado en, con 11-13 pares de venas laterales planas por debajo, venas terciarias primas, evidentes por debajo. El peciolo es glabro de 1-2 cm. Las flores florecen de febrero a abril. Las inflorescencias femeninas miden 1-2 cm. Las bellotas son aplanadas de 1,5 cm de largo x 2,5 cm de diámetro; pubescentes cuando el árbol es joven, pero glabrescentes. Las bellotas están emparejadas o van de tres en tres. La taza de poca profundidad, de 5 mm de largo x 25-30 mm de ancho; la pared es fina de 1 mm que cubre la base de la núcula con 6-8 anillos concéntricos irregularmente denticuladas en los márgenes. La cicatriz es impresionada, de 1-1, 4 cm de diámetro con un estilo persistente. Las bellotas maduran al cabo de 1 año.

## Taxonomía
Quercus bella fue descrita por Chun & Tsiang y publicado en Journal of the Arnold Arboretum 28(3): 326–327. 1947.
Etimología
Quercus: nombre genérico del latín que designaba igualmente al roble y a la encina.
bella: epíteto latíno que significa "bella".
Sinonimia
- Cyclobalanopsis bella (Chun & Tsiang) Chun ex Y.C.Hsu & H.Wei Jen	[1][5]